# Coppenhall
Coppenhall är en ort och civil parish i Storbritannien.   Den ligger i grevskapet Staffordshire och riksdelen England, i den södra delen av landet, 190 km nordväst om huvudstaden London. Coppenhall ligger 98 meter över havet och antalet invånare är 201.
Terrängen runt Coppenhall är platt. Runt Coppenhall är det tätbefolkat, med 257 invånare per kvadratkilometer. Närmaste större samhälle är Stafford, 4,4 km norr om Coppenhall. Trakten runt Coppenhall består till största delen av jordbruksmark.